# Anthonomus conspersus
Anthonomus conspersus es una especie de gorgojo fitófago del género Anthonomus, categorizada en la tribu Anthonomini, de la subfamilia Curculioninae.

## Distribución
Se distribuye por Suecia, Polonia, Francia, Noruega, Reino Unido, Alemania, Rusia, Austria, Luxemburgo, Eslovaquia, Estonia y Países Bajos.

## Taxonomía
Fue descrita por J. Desbrochers en 1868.